# Linus Eklund
Linus Thure Johannes Eklund, född 29 september 1976 i Järfälla församling i Stockholms län, är en svensk filmfotograf. 
Linus Eklund har som fotograf arbetat med filmer som Original (2009), Farsan (2010), Arne Dahl: Europa Blues (2011) och Wallander – Försvunnen (2013).
Han är gift med skådespelaren Katinka Hollenberg (född 1980), som medverkat i flera olika filmer.

## Filmografi (i urval)

### Foto
- 2003 – Barn leker ute
- 2004 – Hollywood
- 2005 – Jealous
- 2006 – The Amazing Death of Mrs. Müller
- 2006 – Du & jag
- 2009 – Original
- 2009 – Knäcka
- 2010 – Fuerteventura
- 2010 – Farsan
- 2011 – I Like It Like It Was
- 2011 – Arne Dahl: Europa Blues
- 2012 – Yes
- 2013 – Wallander – Försvunnen
- 2013 – LFO
- 2014 – Kick it!
- 2018 – Gråzon (TV-serie)
- 2019 – Wisting (TV-serie)
- 2021 – Tunna blå linjen (TV-serie)
- 2021 – Huss (TV-serie)

### Produktionsledare
- 2005 – Skuggvärld

### 2-foto
- 2011 – Arne Dahl: Misterioso

### C-foto
- 2004 – Rånarna
- 2003 – Spaden